# Questo nostro amore
Questo nostro amore è una serie televisiva italiana, trasmessa in prima visione su Rai 1 dal 28 ottobre 2012 al 1º maggio 2018.
Protagoniste della serie sono le famiglie Costa e Strano, apparentemente molto diverse, alle prese con la difficile realtà della Torino tra la fine degli anni sessanta e gli inizi degli anni ottanta del XX secolo. Le loro vite si intrecciano continuamente, anche a causa dell'amore tanto profondo quanto tormentato che lega i rispettivi figli primogeniti, Benedetta Ferraris-Costa e Bernardo Strano.

## Trama
Gennaio 1967. Le famiglie Costa-Ferraris e Strano vivono nello stesso condominio a Torino. Vittorio Costa, già sposato con un'altra donna, convive con Anna Ferraris. La coppia, che ha tre figlie, teme che la loro situazione, irregolare per l'epoca, sia scoperta. Gli Strano, invece, sono una numerosa famiglia di origine siciliana, composta da Salvatore, Teresa e i loro quattro figli maschi. Le due famiglie si avvicineranno molto, vista la storia d'amore dei primogeniti.
Molti eventi delle successive stagioni cambiano la storia, ma non gli amori. 

### Prima stagione - Questo nostro amore 60
Gennaio 1967. La famiglia Costa: il padre Vittorio, la madre Anna e le loro tre figlie, la diciottenne Benedetta, Marina di dieci anni e la piccola Clara, sei anni, sono costretti ad andarsene dal paesino piemontese in cui vivono, cacciati dal padrone di casa, che ha scoperto che Anna e Vittorio non sono sposati. Vittorio, in giovanissima età, si era infatti sposato, ma la moglie Francesca quasi subito lo lasciò solo e da allora Vittorio non è riuscito ad ottenere l'annullamento del matrimonio dalla Sacra Rota. Si trasferiscono a Torino, città natale di Anna, pensando che in una grande città sarà più facile passare inosservati.
Mentre Anna inizia a insegnare in una scuola serale, Benedetta frequenta il suo compagno di banco Maurizio, ma la reazione del padre è quella di un vero padre all'antica. I Costa vengono scoperti anche questa volta, e il vicinato inizia a considerarli negativamente.
Accanto ai Costa vive la famiglia Strano, di origine siciliana, formata da Salvatore e Teresa, il ventenne Bernardo, i due gemellini Domenico e Fortunato, e il piccolo Ciccio. Anche loro non sono molto ben visti dal vicinato per il fatto di essere meridionali. 
Benedetta è colpita dal giovane Bernardo, e tra i due c'è un bacio durante una gita in montagna, dopo il quale il loro rapporto si fa sempre più stretto tanto che Benedetta avrà la sua prima volta durante una gita al fiume con Bernardo. 
Vittorio trova lavoro all'Italiavox, però è costretto a nascondere una valigetta con i documenti compromettenti dell'azienda in casa e spesso deve uscire, nel cuore della notte, per portarli in ufficio. Anna, equivocando gli strani spostamenti e l'atteggiamento di Vittorio, teme che abbia un'amante. Quando finalmente il mistero viene chiarito, Anna si scusa con Vittorio per aver dubitato di lui e si augura di poter ritrovare la serenità perduta. Vittorio però scopre che il titolare della ditta lo vuol utilizzare per esportare denaro in Svizzera e butta al fiume le banconote dell'ingegnere, trovate dalle figlie più piccole all’interno di una sacca per il golf, e viene ovviamente licenziato. Tenta di lavorare nella libreria del sig. Motta ma viene respinto e deve così  accontentarsi di un umile lavoro da magazziniere. Il sig. Motta, però, ci ripensa e prende Vittorio a lavorare nella libreria che, però, come Vittorio scoprirà, è gravata da una ipoteca e sta per essere messa all'asta. Intanto Anna ha vinto il concorso magistrale e quindi, alla riapertura delle scuole, potrà insegnare.
Benedetta e Bernardo, dopo una breve ma molto intensa relazione, si lasciano non condividendo le rispettive opinioni sul loro futuro di coppia. 
All'improvviso spunta Francesca, ancora risultante signora Costa, che cerca di tranquillizzare Vittorio dicendo che non ha intenzione di interferire nella sua vita, ma il suo atteggiamento è ambiguo e per nulla rassicurante. L'avvocato di Vittorio gli consiglia di essere prudente e di mantenere buoni rapporti con la moglie per evitare di mandare all'aria l'annullamento tanto auspicato. 
Benedetta e Bernardo si rincontrano e i due sentono la loro vecchia attrazione e fanno l'amore; Bernardo però è consapevole di quanto il loro rapporto sia impari, di quanto le loro aspirazioni siano diverse, ma sa anche di amarla profondamente. Decide quindi di rompere il fidanzamento, combinato da Salvatore, con Angelica, sua promessa sposa, e di andare a lavorare in Germania, il più lontano possibile da Benedetta.
Vittorio reagisce all'atteggiamento ambiguo di Francesca che, da parte sua, si rende conto di non poter spezzare il legame d'amore che lega Vittorio ad Anna e abbandona ogni pretesa verso l'uomo, coprendo peraltro il debito della libreria nei confronti della banca. Infine a Vittorio perviene la comunicazione, dal Vaticano, che papa Paolo VI ha annullato il suo matrimonio con Francesca: Vittorio ed Anna possono, così, sposarsi.

### Seconda stagione - Questo nostro amore 70
1970. Dopo tre anni Anna e Vittorio stanno ancora insieme e progettano di sposarsi, dopo aver restituito a Francesca la somma che quest'ultima aveva pagato alla banca per estinguere l'ipoteca sulla libreria che, ora, diviene di proprietà di Vittorio. Benedetta, intanto, che, dopo la partenza di Bernardo, ha passato una notte con un aspirante giornalista ed è rimasta incinta, cerca di destreggiarsi tra Marco, il figlio nato da quell'avventura e la propria passione per la fotografia.
Per gli Strano, invece, sono cambiate molte cose: Teresa inizia a lavorare prima in un ufficio, poi, divenuta la segretaria di fiducia dell'ing. Marchisio, segue quest'ultimo che è stato nominato direttore delle officine Franchetti, la fabbrica dove lavora il marito, dedicando di conseguenza meno tempo la famiglia. Salvatore risente molto della cosa, soprattutto perché i colleghi si prendono gioco di lui e del suo ruolo di operaio mentre la moglie occupa una posizione più prestigiosa.
Vittorio, intanto, all'insaputa di Anna e del resto della famiglia, vende la libreria e, con il ricavato, stipula il contratto d'acquisto di una fabbrica (Sider Marmitte), che è titolare del brevetto, che Vittorio vuol sfruttare, di una marmitta antismog, ma gli mancano due milioni di lire per completare l'acquisto. Messo al corrente di ciò, Salvatore decide di licenziarsi dal lavoro e di mettersi in affari con lui versando la somma che manca a Vittorio e che è costituita dalla liquidazione che gli spetta dimettendosi dal lavoro. Nell'impresa vengono coinvolti anche Bernardo, tornato dalla Germania dopo tre anni e intenzionato a comperare un terreno in Sicilia per produrre vino, alcuni ex colleghi di Salvatore e una giovane segretaria, Emanuela. Le cose si rivelano meno facili del previsto, ma alla fine Salvatore e Vittorio riusciranno a mandare avanti la fabbrica. 
Intanto Anna, delusa dall'iniziativa di Vittorio che lei disapprova, nella propria classe trova Jerome, il figlio del suo ex fidanzato Diego. Anna e Diego si riavvicineranno molto, scatenando la gelosia di Vittorio, che a sua volta sarà attratto da Emanuela tanto da trascorrere una notte d'amore con lei. Questa cosa comporterà uno stato di crisi permanente nel rapporto fra Anna e Vittorio. 
Teresa rimane nuovamente incinta, ma rifiuta di abbandonare il proprio lavoro e i propri sogni. 
Bernardo e Benedetta, seppur ancora innamorati, faticheranno a riavvicinarsi a causa della diversità delle prospettive sul futuro. A complicare ulteriormente le cose interverranno anche da una parte Luca, il padre di Marco, che, scoperta casualmente l'esistenza del figlio, tenterà di formare una famiglia con Benedetta e dall'altra Adele, una ragazza bella e spregiudicata che si invaghisce di Bernardo. Ma alla fine, dopo un accorato discorso che le fa Bernardo, Benedetta capisce chi è il vero amore della sua vita e così, piantato in asso il giornalista, con il piccolo Marco in braccio va alla ricerca di Bernardo per le strade del centro di Torino, lo trova in via Carlo Alberto, lo chiama, lui si ferma e si volta verso di lei, si baciano, Bernardo prende in braccio il piccolo Marco che, palesemente, già considera come suo figlio e tutti e tre, abbracciati e felici, si incamminano verso il futuro.

### Terza stagione - Questo nostro amore 80
Siamo nel 1981. Anna e Vittorio non stanno più insieme perché lei non è riuscita a perdonare il tradimento di Vittorio con Emanuela, dal quale è nato Giacomo. Per superare la rottura, Anna comincia ad andare da uno psicanalista, Ettore, finché non si innamora di lui e si fidanzano ufficialmente. Vittorio, intanto, dopo dieci anni in Inghilterra, decide di tornare a Torino per stare vicino alle figlie. Queste ultime, ormai cresciute, hanno vite diverse ma ugualmente travagliate. Dopo essere tornati insieme, Benedetta e Bernardo, hanno avuto un bambino tutto loro, Matteo. Così, lei, Bernardo, Marco e Matteo, hanno deciso di trasferirsi in campagna per inseguire il sogno di Bernardo di vivere coltivando la terra. Marina si è laureata e ha una relazione con un suo professore sposato, ma subisce ancora il fascino di Domenico. Clara va ormai al liceo e soffre molto per la separazione dei genitori, manifestando rabbia verso il fratello, da parte paterna, Giacomo e il nuovo compagno della madre, che ritiene responsabili della fine della storia tra i suoi genitori. Esce con molti ragazzi, trattando Ciccio soltanto come un amico, nonostante abbia una cotta per lei. 
Nel frattempo, anche per la famiglia Strano sono cambiate molte cose. Teresa rimasta incinta, ha avuto Rosa, una bambina affetta da Sindrome di Down. Salvatore però, fa fatica ad accettare che la figlia sia disabile, nonostante sia pazzo di lei. Fortunato, diventato ricercatore universitario, si mette nei guai aiutando una ragazza conosciuta in università che frequenta cattive compagnie. Domenico, dopo un paio d'anni passati a lavorare come animatore nei villaggi turistici, sogna di andare in TV e coinvolge Vittorio nell'acquisto di un'emittente privata. Teresa lascia il lavoro a causa dei sensi di colpa per aver trascurato la famiglia, ma si rende conto di non riuscire più a essere soltanto moglie e madre. Quando Anna annuncia il proprio matrimonio con Ettore, Vittorio si renderà conto di amarla ancora e tenterà invano di riconquistarla. Anche Benedetta e Bernardo attraversano un periodo di crisi quando lei conosce un famoso fotografo che la porta con sé prima a Milano e poi a Londra. Marina, intanto, si riavvicina a Domenico e rimane incinta del ragazzo.

## Episodi
| Stagione         | Episodi | Prima TV Italia |
| ---------------- | ------- | --------------- |
| Prima stagione   | 12      | 2012            |
| Seconda stagione | 12      | 2014            |
| Terza stagione   | 12      | 2018            |

## Produzione
Nata col titolo di Tutti i giorni della mia vita, poi cambiato in Questo nostro amore, la serie è una coproduzione Rai Fiction e Paypermoon con la regia di Luca Ribuoli, su un soggetto di Stefano Bises (già autore di Tutti pazzi per amore e Una grande famiglia) ed Elena Bucaccio, che hanno anche firmato la sceneggiatura con Francesco Cioce e Fidel Signorile.
Luca Ribuoli ha dichiarato di essersi ispirato alla commedia all'italiana, in particolare ad alcuni film degli anni sessanta che, secondo lui, rappresentano lo specchio della società italiana di quegli anni.
La prima stagione ambientata negli anni '60 (dal 15 gennaio al 31 dicembre 1967) è andata in onda dal 28 ottobre 2012 al 20 novembre 2012, la seconda stagione ambientata negli anni '70 (dal 1º ottobre 1970 al 1º gennaio 1971) è andata in onda dal 28 ottobre 2014 al 25 novembre 2014 e la terza stagione, ambientata questa volta negli anni '80 (per l'esattezza nel 1981), è andata in onda dal 1º aprile al 1º maggio 2018, sempre per un totale di 6 puntate.

### Luoghi delle riprese
- Torino: centro storico, condominio di via Giuseppe Mazzini 34 dove vivono i protagonisti, Porta Palazzo, Università degli Studi di Torino, Parco del Valentino, Ristorante del Cambio in piazza Carignano;
- Rivalta (TO): stabilimento industriale;
- Valfenera (AT): stabilimento industriale;
- Ovada (AL): nel centro storico sono ambientati il paese della riviera ligure e, in estate, il paese siciliano;
- Ovada, Lerma (AL): rappresenta la campagna, le scene al fiume e il picnic in montagna;
- Varazze (SV): scene in spiaggia in estate.
- Avigliana (TO): scena in festa alle giostre;

## Colonna sonora
La sigla della prima stagione è Questo nostro amore di Rita Pavone, canzone del 1967, sostituita nella seconda stagione da One Way Lie della cantautrice australiana Nadéah sostituita dalla terza stagione da Time di L'Aura.
Nella colonna sonora della prima stagione colonna sono incluse Notte di ferragosto di Gianni Morandi, Io ti darò di più di Ornella Vanoni, Ciao amore, ciao di Luigi Tenco, Fortissimo di Rita Pavone, Il mondo è con noi dei Dik Dik, Che colpa abbiamo noi dei The Rokes.
Per la seconda stagione: Ma che freddo fa di Nada, Venus dei Shocking Blue, Se perdo anche te di Gianni Morandi, Un pugno di sabbia dei Nomadi, Vent'anni di Massimo Ranieri; Whatever lovers say, At the moment, Suddenly afternoon, Hurricane Katrina, Song I just wrote, Even quadriplegics get the blues, Odile, Tell me, Get out your head, Darling monitor, Sunshowers, Sadie Mercedes, Kansas rough master, Sun for my eyes e One way lie di Nadeah; Children's panic, Forever free, Papapa, Never, I Said yeah e Little Poor Girl della band romana Grannies Club, tratti dagli album One night Stand - Teen Sound (2009) e Wait&See (2011).
Nella terza stagione: Futura di Lucio Dalla